# Největší případ komisaře Maigreta
Největší případ komisaře Maigreta (Maigret und sein größter Fall) je koprodukční hraný film z roku 1966, který režíroval Alfred Weidenmann podle románu Georgese Simenona. Komisaře Maigreta hrál německý herec Heinz Rühmann.

## Děj
Při loupeži obrazu Vincenta van Gogha v jednom z pařížských muzeí zemře hlídač. Když se vyšetřování ujme komisař Maigret, objeví se sběratel umění jménem Holoway, kterému byl obraz údajně nabídnut. Nyní se bojí o svůj život a žádá o policejní ochranu, kterou Maigret rád udělí, aby tím zároveň nenápadně hlídal sběratele umění, kterému nevěří. Maigret jede s Holowayem a detektivem Francoisem Labasem do Lausanne, kde je sběratel umění zavražděn po návštěvě baru Moulin Bleu. Maigret najde tělo v hotelovém pokoji. Aby zmátl vrahy, uloží Holowayovo tělo nepozorovaně do proutěné bedny v parku. Nejprve odhalí dva mladíky, kteří jsou ve finančních potížích, a vloupali se ten večer do baru. Díky tomu Maigret objeví ukradený obraz a nakonec Maigret s pomocí barového hudebníka závislého na heroinu odhalí i vraha sběratele umění, když všechny podezřelé shromáždí v bazénu.

## Obsazení
| Heinz Rühmann     | komisař Maigret    |
| Françoise Prévost | Simone             |
| Günther Stoll     | Alain Robin        |
| Günter Strack     | komisař Delvigne   |
| Günther Ungeheuer | Holoway            |
| Eddi Arent        | Francois Labas     |
| Gerd Vespermann   | inspektor Caselle  |
| Christo Neggas    | Adriano            |
| Ulli Lommel       | René Delfosse      |
| Edwin Noël        | Jean               |
| Giacomo Furia     | Genaro             |
| Alexander Kerst   | André Delfosse     |
| Francesca Rosano  | Franchita          |
| Peter Groß        | inspektor Lapointe |
| Rudolf Barry      | inspektor Lucas    |